# Guido Marilungo
Guido Marilungo (Montegranaro, 9 augustus 1989) is een Italiaans voormalig betaald voetballer die doorgaans speelde als schaduwspits. Tussen 2008 en 2024 was hij actief voor Sampdoria, Lecce, Atalanta Bergamo, Cesena, Lanciano, Empoli, Spezia, Ternana, Monopoli, Carrarese, Pescara, Pro Sesto, Recanatese, Barletta en Montegranaro.

## Clubcarrière
Marilungo kwam op veertienjarige leeftijd in de jeugd van Sampdoria terecht. Daar debuteerde de aanvaller op 18 januari 2009, toen hij tegen Palermo (0–2 verlies) mocht invallen voor Paolo Sammarco. Zodoende speelde hij de laatste negen minuten van het duel. Op 26 april van datzelfde jaar startte Marilungo voor het eerst in de basis en hij maakte twee doelpunten tegen Cagliari (3–3). In de zomer van 2009 werd hij voor één seizoen verhuurd aan Lecce. Nadat hij teruggekeerd was, tekende hij een nieuw contract voor vijf jaar bij Sampdoria.
Vier maanden later vertrok hij echter naar Atalanta Bergamo. Na dat seizoen zou hij met Atalanta promoveren, waar Sampdoria juist degradeerde. Marilungo werd in januari 2014 voor anderhalf jaar verhuurd aan Cesena. In augustus 2015 volgde een verhuur voor een jaar aan Lanciano. Het seizoen erna werd Marilungo op huurbasis bij Empoli gestald. Marilungo werd in de zomer van 2017 voor de derde maal op rij verhuurd, dit maal aan Spezia. Na afloop van de verhuurperiode bij Spezia liet de aanvaller Atalanta definitief achter zich.
Hierop tekende hij voor twee seizoenen bij Ternana. Na één seizoen werd zijn contract met twee jaar verlengd. In oktober 2020 huurde Monopoli hem tot medio januari 2021. Na zijn terugkeer bij Ternana werd Marilungo direct weer verhuurd, ditmaal aan Carrarese. Medio 2021 nam Pescara hem op huurbasis over. In januari 2022 was de beurt aan Pro Sesto. Recanatese volgde in de zomer van 2022 als tijdelijke bestemming van Marilungo. Een jaar later ging hij voor Barletta spelen. Drie maanden later besloten club en speler weer uit elkaar te gaan. Een maand later tekende hij voor Montegranaro. Marilungo besloot in de zomer van 2024 op vierendertigjarige leeftijd een punt achter zijn actieve loopbaan te zetten.

## Clubstatistieken
| Seizoen | Club             | Competitie | Competitie | Competitie | Beker | Beker | Internationaal | Internationaal | Totaal | Totaal |
| Seizoen | Club             | Competitie | Wed.       | Dlp.       | Wed.  | Dlp.  | Wed.           | Dlp.           | Wed.   | Dlp.   |
| ------- | ---------------- | ---------- | ---------- | ---------- | ----- | ----- | -------------- | -------------- | ------ | ------ |
| 2008/09 | Sampdoria        | Serie A    | 7          | 3          | 0     | 0     | 2              | 0              | 9      | 3      |
| 2009/10 | → Lecce          | Serie B    | 35         | 13         | —     | —     | —              | —              | 35     | 13     |
| 2010/11 | Sampdoria        | Serie A    | 15         | 0          | 0     | 0     | 5              | 0              | 20     | 0      |
| 2010/11 | Atalanta Bergamo | Serie B    | 16         | 2          | 0     | 0     | —              | —              | 16     | 2      |
| 2011/12 | Atalanta Bergamo | Serie A    | 18         | 4          | 1     | 0     | —              | —              | 19     | 4      |
| 2012/13 | Atalanta Bergamo | Serie A    | 2          | 0          | 1     | 0     | —              | —              | 3      | 0      |
| 2013/14 | Atalanta Bergamo | Serie A    | 6          | 0          | 3     | 0     | —              | —              | 9      | 0      |
| 2013/14 | → Cesena         | Serie B    | 24         | 5          | —     | —     | —              | —              | 20     | 2      |
| 2014/15 | → Cesena         | Serie A    | 8          | 1          | 1     | 1     | —              | —              | 9      | 2      |
| 2015/16 | → Lanciano       | Serie B    | 34         | 7          | 0     | 0     | —              | —              | 34     | 7      |
| 2016/17 | → Empoli         | Serie A    | 20         | 0          | 1     | 0     | —              | —              | 21     | 0      |
| 2017/18 | → Spezia         | Serie B    | 39         | 10         | 0     | 0     | —              | —              | 39     | 10     |
| 2018/19 | Ternana          | Serie C    | 38         | 10         | 0     | 0     | —              | —              | 38     | 10     |
| 2019/20 | Ternana          | Serie C    | 29         | 3          | 0     | 0     | —              | —              | 29     | 3      |
| 2020/21 | Ternana          | Serie C    | 1          | 0          | 1     | 0     | —              | —              | 2      | 0      |
| 2020/21 | → Monopoli       | Serie C    | 14         | 0          | 1     | 0     | —              | —              | 15     | 0      |
| 2020/21 | → Carrarese      | Serie C    | 20         | 5          | 0     | 0     | —              | —              | 20     | 5      |
| 2021/22 | → Pescara        | Serie C    | 9          | 0          | 0     | 0     | —              | —              | 9      | 0      |
| 2021/22 | → Pro Sesto      | Serie C    | 16         | 0          | 0     | 0     | —              | —              | 16     | 0      |
| 2022/23 | → Recanatese     | Serie C    | 25         | 0          | 0     | 0     | —              | —              | 25     | 0      |
| 2023/24 | Barletta         | Serie D    | 14         | 2          | 0     | 0     | —              | —              | 14     | 2      |
| Totaal  | Totaal           | Totaal     | 390        | 65         | 9     | 1     | 7              | 0              | 406    | 66     |

## Erelijst
| Competitie       |        |         |       |       |
| Competitie       | Aantal | Jaren   |       |       |
| Lecce            | Lecce  | Lecce   | Lecce | Lecce |
| ---------------- | ------ | ------- | ----- | ----- |
| Serie B          | 1      | 2009/10 |       |       |
| Atalanta Bergamo |        |         |       |       |
| Serie B          | 1      | 2010/11 |       |       |